# فیل بیتس (بازیکن فوتبال)
فیل بیتس (انگلیسی: Phil Bates؛ ۱۶ نوامبر ۱۸۹۷ – ۱۹ ژانویهٔ ۱۹۷۴) بازیکن فوتبال بود.
از باشگاه‌هایی که در آن بازی کرده‌است می‌توان به باشگاه فوتبال اسکانتورپ یونایتد اشاره کرد.